# Poporanizam
Poporanizam je rumunska verzija nacionalizma i populizma.
Reč je izvedena od popor, što znači „narod” na rumunskom. Uvedena od strane Konstantina Sterea (rum. Constantin Stere) ranih 1890−ih, poporanizam je istaknut kao suprotnost socijalizmu, promocija prava glasa za sve i namera da se reformiše Parlament i poljoprivredni sistem.
U pogledu rumunske agrarne situacije, poporanisti su želeli da oforme kooperativne farme za seljake i da ih odvoje od aristokratske kontrole. Za razliku od junimizma, druge popularne političke filozofije, poporanizam je uglavnom bio fokusiran na širenje moći seljaka. Takođe, u nacionalnom smislu, on je bio pobednik rumunskog jezika i održavanja rumunskog duha.
Nekoliko poznatih Rumuna, među kojima i Jon Agarbičanu (rum. Ion Agârbiceanu), su ga podržavali.

## Narodizam i Konstantin Dobrođanu-Gerea
Konstantin Dobrođanu-Gerea (rum. Constantin Dobrogeanu-Gherea), rumunski politički aktivista, prvi je uveo ruske ideje narodizma u Rumuniju i podržao ideje poporanizma. Osnovna filozofija narodizma ostavila je trajne posledice na poporanizam, podstakavši njegovo odbacivanje kapitalizma i marksističkih ideja. Međutim, za razliku od narodista, Stere nije verovao da je revolucija bila neophodna u Rumuniji. Kasnije, Dobrođanu-Gerea i Stere su se razišli u političkim shvatanjima u pogledu antisemitizma i liberalizma, i Dobrođanu-Gerea je osnovao Socijal-demokratsku radničku partiju a poporanisti su se priključili Nacionalnoj liberalnoj partiji.